# Fugliestenen 1
Fugliestenen 1 är en runsten av granit som står på sin ursprungliga plats uppe på en gravhög nära Fuglie kyrka i Fuglie, Trelleborgs kommun. Stenen avbildades och undersöktes redan 1627 inför Ole Worms Monumenta Danica. Stenen har flyttats ett otal gånger, men alltid återbördats till ursprungsplatsen; den är också omgärdad av ett stort antal sägner, där de flesta handlar om att den som flyttat stenen inte får ro och därför återbördar den. Stenen har kristet innehåll och är rest av Önd efter sin bror Öde som dog på Gotland.
Inskriften lyder translittererad:

Translitterering av runraden:
' autr ' risþi ' stin ' þonsi ' ¶ ' auftiʀ ' auþ(a) ' bruþur ' ¶ ' sin ' han ' uarþ ' tauþr ' ¶ ' o ' kutlati ' kuþ ' hialbi ' ha(n)s ' silu
Normalisering till rundanska:
Øndr resþi sten þænsi æftiʀ Øþa, broþur sin, han warþ døþr a Gotlandi. Guþ hialpi hans sælu.
Översättning till nusvenska:
Önd reste sten denna efter Öde, broder sin, han vart död på Gotland. Gud hjälpe hans själ.